# Ğalymjan Jaqiyanov
Ğalymjan Badıljanūly Jaqiyanov (in kazako Ғалымжан Баділжанұлы Жақиянов?; Kuygan, 8 maggio 1963) è un politico e imprenditore kazako, ex leader del partito d'opposizione "Scelta democratica del Kazakistan" ed ex Governatore (Äkim) della Regione di Pavlodar (1997-2001) e di Semipalatinsk (1994-1997).
Proprietario di diverse imprese in Kazakistan, il 3 aprile 2002 è arrestato dalla polizia kazaka e condannato a 7 anni di carcere per corruzione e abuso di ufficio. Rilasciato il 14 febbraio 2006, nel 2012 è emigrato con la famiglia negli Stati Uniti.

## Biografia
Jaqiyanov è nato nel 1963 nel villaggio di Kuygan, nel distretto di Kurşim, regione del Kazakistan Orientale, all'epoca nell'Unione Sovietica. Proviene dal genere Teristanbaly della tribù Naiman del Medio Zhuz. Suo padre, Badyljan Jaqiyanov (1919-1987), partecipante alla Grande Guerra Patriottica, ha lavorato come direttore di una fattoria statale  e presidente di una fattoria collettiva. Sua madre, Ruş Jaqiyanova (1927-1984), era contabile.

## Carriera politica
Nel 1994, Jaqiyanov è stato nominato Governatore della regione di Semipalatinsk nel nuovo Kazakistan indipendente. Dal 1997 fino alla fine del 2001 è stato Governatore (Akim) della regione di Pavlodar.
Nel 2001, Jaqiyanov insieme a Oraz Jandosov, vice primo ministro, Mukhtar Ablyazov, ex ministro dell'Industria, Nurzhan Subhanberdin, presidente della Kazkommerzbank, Tolen Tokhtassynov, membro del Parlamento kazako, e altri importanti politici e uomini d'affari della Repubblica, hanno fondato il partito Scelta Democratica del Kazakistan (QDT). Successivamente, mentre era in prigione, Jaqiyanov è stato eletto presidente del partito. Scelta Democratica del Kazakistan era un movimento politico che sosteneva la riforma democratica nel paese, comprese campagne politiche multipartitiche, elezioni libere e aperte, media e magistratura indipendenti. Il QDT si è opposto alla politica autoritaria del presidente Nursultan Nazarbaev, e in quanto organizzatori dell'opposizione al suo regime, Jaqiyanov e i suoi sostenitori furono sottoposti a repressione per le loro convinzioni politiche.
Il 29 marzo 2002, Jaqiyanov si è rifugiato nell'ambasciata francese ad Almaty, uscendone il 3 aprile per essere arrestato dalla polizia kazaka. Nel 2002, Jaqiyanov è stato arrestato e condannato a sette anni di carcere per abuso d'ufficio. Molte organizzazioni internazionali per i diritti umani, gli Stati Uniti e l'Unione Europea
Nel 2012, insieme alla sua famiglia, è emigrato negli Stati Uniti, si è stabilito a Boston ed è entrato al Massachusetts Institute of Technology nell'ambito del programma MBA presso la Sloane School.
Nel 2013, Jaqiyanov ha annunciato di non essere più coinvolto nella politica.

## Attività imprenditoriale
Nel 1990, ha fondato con Akezhan Kazhegeldin, futuro primo ministro, la Semey Corp. e ne è diventato il presidente.
Nel 2008 ha avviato nuove iniziative imprenditoriali in Cina e Mongolia legate all'estrazione di carbone e minerale di ferro. Jaqiyanov è ora presidente del consiglio di amministrazione di due società: MECAP Ltd. e ALGT Ltd.

## Vita privata
Jaqiyanov ha sposato Karlygaş Jaqiyanova nel 1984. Karlygash ha lavorato come insegnante di scuola e come manager in organizzazioni non governative. Nel 2002, Jaqiyanova ha partecipato al movimento politico QDT, ha fondato l'organizzazione per i diritti umani Pravosoznanie che ha contribuito in modo significativo alla causa del rilascio dei prigionieri politici in Kazakistan. Ha assistito il marito nelle sue attività commerciali in Cina.
Jaqiyanov ha due figli, Berik ed Elezhan. Berik (nato nel 1985) si è laureato all'Università del Texas nel 2008 prima di studiarer ad Harvard. Elezhan (nato nel 1993) ha studiato al Massachusetts Institute of Technology e si è laureato nel 2016.